# The Divorce
The Divorce, es una miniserie de comedia australiana transmitida del 7 de diciembre de 2015 hasta el 10 de diciembre de 2015 por medio de la cadena ABC.

## Historia
Después de un largo satisfactorio y matrimonio, la rica pareja conformada por Iris y Jed están pasando por un divorcio feliz y planean realizar una elaborada fiesta en su elegante casa para celebrarlo. Pero al final del día, el divorcio de Iris y Jed ha desencadenado una renegociación, mientras que todos los personajes se fina un curso inesperado.

## Personajes[3]

### Personajes Principales
| Actor               | Personaje | Ocupación       | N.º de episodios | Duración |
| ------------------- | --------- | --------------- | ---------------- | -------- |
| Marina Prior        | Iris      | -               | 4                | 2015     |
| John O'May          | Jed       | Crítico de Arte | 4                | 2015     |
| Lisa McCune         | Louise    | -               | 4                | 2015     |
| Hugh Sheridan       | Toby      | Mesero          | 4                | 2015     |
| Matthew McFarlane   | William   | -               | 4                | 2015     |
| Peter Cousens       | Patrick   | -               | 4                | 2015     |
| Kate Miller-Heidke  | Caroline  | -               | 4                | 2015     |
| Melissa Madden-Gray | Ellen     | -               | 4                | 2015     |

### Personajes Recurrentes
| Actor             | Personaje | Ocupación | N.º de episodios | Duración |
| ----------------- | --------- | --------- | ---------------- | -------- |
| Bob Franklin      | Alfie     | -         | 4                | 2015     |
| Dom Phelan        | Ludo      | -         | 4                | 2015     |
| Christie Whelan   | Annie     | -         | 4                | 2015     |
| Lyall Brooks      | Harry     | -         | 4                | 2015     |
| Kate Cole         | Helena    | -         | 4                | 2015     |
| Sally Bourne      | Sarah     | -         | 4                | 2015     |
| Christian O'Neill | Isabel    | -         | 4                | 2015     |
| Andrew Marshall   | James     | -         | 4                | 2015     |
| Christie Whelan   | Kirsten   | -         | 4                | 2015     |
| Phillip Calcagno  | Serge     | -         | 4                | 2015     |
| Christopher Kirby | Dre       | -         | 4                | 2015     |
| Anton Berezin     | Ronnie    | -         | 4                | 2015     |
| Tony Farrell      | Jorge     | -         | 4                | 2015     |
| Johanna Allen     | Flora     | -         | 4                | 2015     |
| Cole Rintoul      | Bobbie    | -         | 4                | 2015     |

## Premios y nominaciones
| Año  | Categoría                               | Premio      | Nominada           | Resultado |
| ---- | --------------------------------------- | ----------- | ------------------ | --------- |
| 2016 | Best Original Music Score In Television | AACTA Award | Elena Kats-Chernin | Nominada  |

## Producción
La miniserie fue producida por "Princess Pictures Production" en asociación con el "Opera Australia" para la ABC TV, junto a la productora Andrea Denholm, también contó con la participación de la escritora Joanna Murray-Smith, el director Dean Murphy y la compositora Elena Kats-Chernin.
El 20 de junio de 2015 se anunció al elenco principal que conformaría la serie.